# Adam Kołątaj
Adam Maciej Kołątaj (ur. 21 maja 1934 w Końskich, zm. 10 maja 2022 w Warszawie) – polski zootechnik, prof. dr hab., rektor Wyższej Szkoły Pedagogicznej w Kielcach (1990–1996) oraz rektor i prorektor innych uczelni.

## Życiorys
Studiował na Uniwersytecie Marii Curie-Skłodowskiej w Lublinie, w 1962 obronił pracę doktorską, w 1967 otrzymał stopień doktora habilitowanego. W 1976 nadano mu tytuł profesora w zakresie nauk rolniczych, a w 1983 uzyskał tytuł profesora zwyczajnego.
Pracował w Instytucie Biologii na Wydziale Matematycznym i Przyrodniczym Akademii Świętokrzyskiej im. Jana Kochanowskiego, oraz w Instytucie Genetyki i Hodowli Zwierząt Polskiej Akademii Nauk.
Został zatrudniony na stanowisku profesora w Wyższej Szkole Nauk o Zdrowiu w Bydgoszczy i profesora zwyczajnego w Prywatnej Wyższej Szkole Nauk Społecznych, Komputerowych i Medycznych i w Wyższej Szkole Edukacji Zdrowotnej i Nauk Społecznych.
Był rektorem w Wszechnicy Polskiej – Szkole Wyższej Towarzystwa Wiedzy Powszechnej i Wyższej Szkole Edukacji Zdrowotnej i Nauk Społecznych, prorektorem w Wyższej Szkole Edukacji Zdrowotnej i Nauk Społecznych, kierownikiem w Katedrze Biomedycznych Podstaw Rozwoju Człowieka Wyższej Szkoły Edukacji Zdrowotnej i Nauk Społecznych, a także członkiem prezydium Komitetu Nauk Zootechnicznych na V Wydziale – Nauk Rolniczych, Leśnych i Weterynaryjnych Polskiej Akademii Nauk. Odznaczony Krzyżem Kawalerskim Polonia Restituta, Złotym Krzyżem Zasługi, Medalem Komisji Edukacji Narodowej.
Zmarł w nocy 10 maja 2022 w Warszawie. Został pochowany w grobie rodzinnym, na  Cmentarzu przy ul. Lipowej w Lublinie.

## Wybrane publikacje
- "Czy możemy mieć dzieci o niebieskich oczach?" - Adam Kołątaj, ISKRY, 1976
- "Dyskretny urok genu" - Adam Kołątaj, ISKRY, 1984